# کارلوس رویس (بازیکن فوتبال اهل گواتمالا)
کارلوس رویس (اسپانیایی: Carlos Ruiz‎؛ زادهٔ ۱۵ سپتامبر ۱۹۷۹) بازیکن فوتبال در پست مهاجم اهل گواتمالا بود.

## باشگاهی
از باشگاه‌هایی که در آن بازی کرده‌است می‌توان به باشگاه فوتبال تورنتو، اف‌سی دالاس، فیلادلفیا یونیون، باشگاه فوتبال لس‌آنجلس گلکسی، آریس سالونیک و دی‌سی یونایتد اشاره کرد.

## تیم ملی
وی همچنین در تیم ملی فوتبال گواتمالا سابقه ۱۳۲ بازی و ۶۸ گل دارد.